# Gabriel Zakuani
Gabriel Zakuani (* 31. Mai 1986 in Kinshasa, Zaire) ist ein ehemaliger kongolesischer Fußballspieler.

## Verein
Zakuani begann seine Karriere 2000 in der Jugendmannschaft von Leyton Orient. Zur Saison 2002/03 kam er in die erste Mannschaft, welche er bis 2006 angehörte. Anfangs in der Football League Third Division (Vierte Liga) schaffte der Verein 2006 den Aufstieg in die nun benannte Football League One (3. Liga). Nach diesen guten Leistungen wurde er vom FC Fulham verpflichtet, kam aber bis 2009 zu keinem Einsatz und wurde 2006 für zwei Spielzeiten an Stoke City verliehen. 2008 konnte der Verein mit Zakuani in die Premier League aufsteigen, jedoch wurde er danach an Peterborough United abgegeben. Auch hier konnte ein Aufstieg fixiert werden, diesmal von der Football League One in die Championship (2. Liga). Nach insgesamt fünfeinhalb Jahren dort ging er zur Rückrunde der Saison 2013/14 bei dem damaligen griechischen Erstligisten AEL Kallonis. Aber schon im folgenden Sommer kehrte er zu Peterborough United zurück und spielte dort weitere zwei Jahre. Dann folgten die Stationen Northampton Town, FC Gillingham, Swindon Town und zuletzt Dagenham & Redbridge, wo er im Sommer 2020 seine aktive Karriere beendete.

## Nationalmannschaft
Von 2013 bis 2017 spielte Zakuani insgesamt 29 Mal für die A-Nationalmannschaft der Demokratischen Republik Kongo.

## Erfolge
- 1 × Aufstieg in die Football League One 2006
- 1 × Aufstieg in die Premier League 2008
- 2 × Aufstieg in die Championship 2009, 2011